# Iglesia de la Natividad de Nuestra Señora (Arcaya)
La iglesia de la Natividad de Nuestra Señora es un templo situado en el concejo de Arcaya, en el municipio alavés de Vitoria.

## Descripción

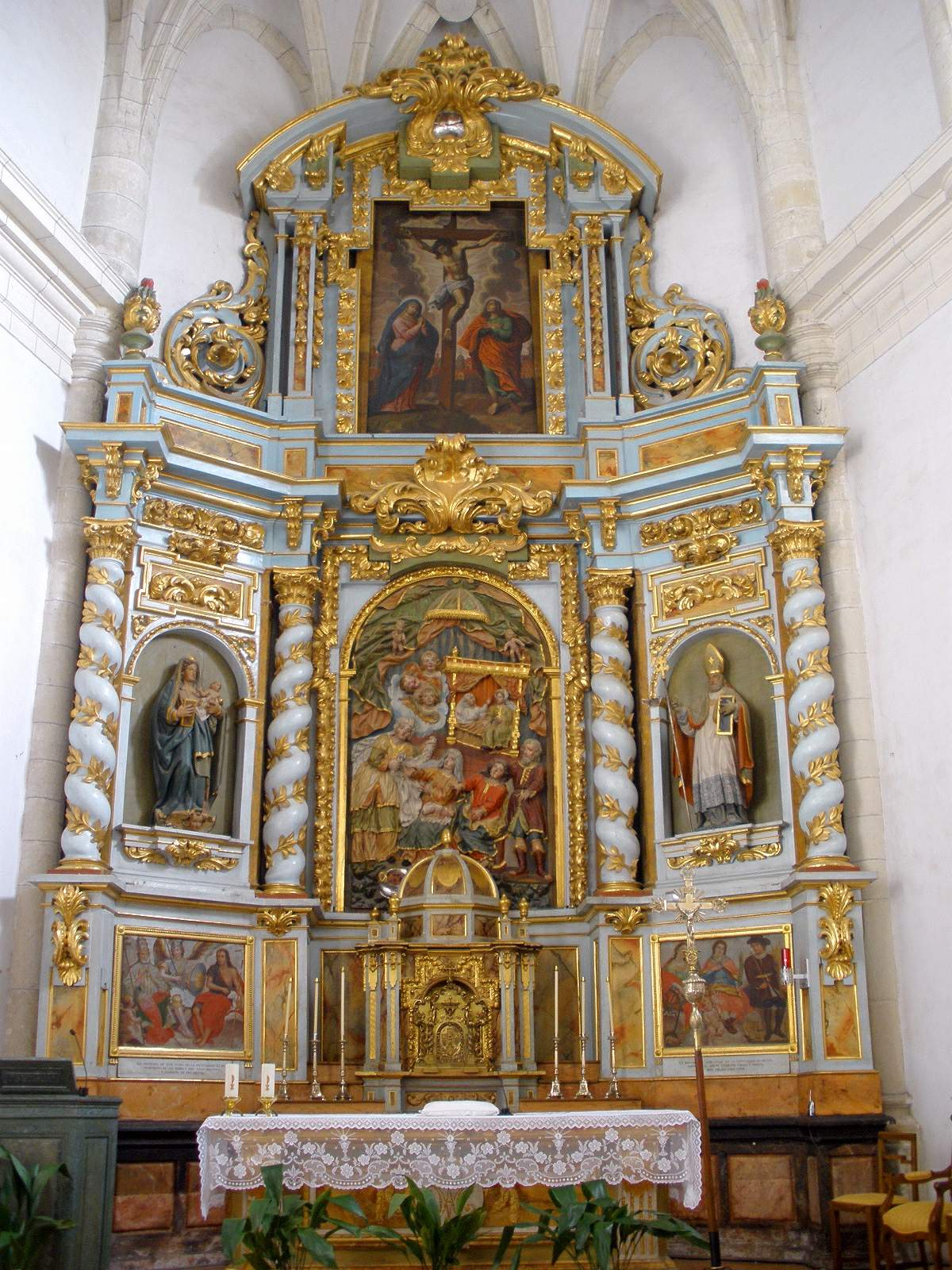
Interior de la iglesia

Construida en el siglo XVI, está protegida bajo la categoría de «conjunto monumental». Se menciona como iglesia parroquial del lugar en el Diccionario geográfico-estadístico-histórico de España y sus posesiones de Ultramar de Pascual Madoz, donde se asegura que, a mediados del siglo XIX, estaba «servida por 2 beneficiados de entera racion», con un cementerio «capaz». Décadas después, ya en el siglo XX, Vicente Vera y López vuelve a reseñarla en el tomo de la Geografía general del País Vasco-Navarro dedicado a Álava con las siguientes palabras: «Su parroquia, de categoría rural de segunda, está dedicada á la Natividad de Nuestra Señora y pertenece al arciprestazgo de Armentia».
Los registros sacramentales de bautismos, matrimonios y decesos generados por la parroquia de la Natividad de Nuestra Señora desde el siglo XV hasta el final del XIX se conservan con los del resto de iglesias de la provincia en el Archivo Histórico Diocesano de Vitoria, donde pueden consultarse.